# Gedde Watanabe
Pour les articles homonymes, voir Watanabe.
Gedde Watanabe est un acteur américain né le 26 juin 1955 à Ogden, Utah (États-Unis).

## Filmographie
- 1984 : Seize Bougies pour Sam (Sixteen Candles) de John Hughes : Long Duk Dong
- 1985 : Toujours prêts (Volunteers) de Nicholas Meyer : At Toon
- 1986 : Gung Ho, du saké dans le moteur : Kazihiro
- 1986 : Vamp : Duncan
- 1986 : Gung Ho, du saké dans le moteur (série télévisée) : Kaz Kazuhiro
- 1988 : 1, rue Sésame (Sesame Street) (série télévisée) : Hiroshi
- 1989 : The Spring : Matty
- 1989 : UHF : Kuni
- 1990 : Down Home (série télévisée) : Tran
- 1990 : Gremlins 2 : La Nouvelle Génération (Gremlins 2: The New Batch) : Mr. Katsuji
- 1992 : Miss America: Behind the Crown (TV) : Takeo
- 1994 : Count On Me (TV)
- 1995 : Avec ou sans hommes (Boys on the Side) : Steve
- 1995 : Le Parfait Alibi (Perfect Alibi) : Det. Onoda
- 1996 : That Thing You Do! : Play-Tone Photographer
- 1997-2004 : Urgences : Yosh Takata
- 1997 : Nick and Jane : Enzo
- 1997 : Psycho Sushi : Yoshi
- 1997 : Booty Call de Jeff Pollack : Chan
- 1998 : Mulan : Ling (voix)
- 1998 : Armageddon : Asian Tourist
- 1999 : Guinevere : Ed
- 1999 : Frank in Five : Waiter
- 1999 : En direct sur Ed TV (Edtv) de Ron Howard : Greg
- 2001 : Thank You, Good Night : Cafe Owner
- 2002 : Slackers de Dewey Nicks (en) : Japanese Proctor
- 2002 : L.A. Law: The Movie (TV) : Cyril
- 2003 : Kim Possible: The Secret Files (vidéo) : Professor Bob Chen (voix)
- 2004 : On the Couch : Charlie
- 2004 : Irrésistible Alfie (Alfie) : Wing
- 2004 : Mulan 2 (vidéo) : Ling (voix)
- 2005 : Two for the Money : Milton
- 2012 : Le Choc des générations (Parental Guidance) d'Andy Fickman
- 2017 : Adorables Ennemies (The Last Word) de Mark Pellington :